# Simon Pagenaud
Simon Pagenaud (Poitiers, 1984. május 18.–) francia autóversenyző. 2016-ban megszerezte az IndyCar bajnoki címet és 2019-ben megnyerte az indianapolisi 500 mérföldes versenyt.

## Pályafutása
Pagenaud karrierjét gokartozással kezdte 1994 és 2000 között. A következő években a World Series by Renault betétsorozataiban versenyzett mielőtt 2005-ben a főkategóriába szerződött a Saulnier Racing csapatához.
Az év során többször végzett a pontszerző helyek egyikén, legjobb helyezése egy negyedik hely volt Zolderben, mindössze a második futamán. A szériában szerepelt még a későbbi csapattársa, Will Power és a volt Formula–1-es pilóta, Robert Kubica.
A következő évben már egy amerikai bajnokságban szeretett volna versenyezni, így a Champ Car Atlanticban szereplő Team Australia csapatához szerződött. Jó volt az egykörös tempója, hiszen a tizenkét alkalomból nyolcszor rajtolhatott az első sorból és egyszer a pole-pozícióból. A futamokon sem hagyott alább a sebessége, kilencszer végzett az első ötben, valamint egyszer a futamgyőzelmet is behúzta. Az év végén bajnokká avatták, az összetettben a későbbi IndyCar versenyzőt, Graham Rahalt előzte meg.
A bajnoki címével nyert pénzjutalmával felléphetett a Champ Carba, ahol ismét a Team Australia versenyzője volt, csapattársa pedig Will Power lett. A 14 versenyt nyolc alkalommal fejezte be a legjobb hat között. Legjobb helyezését a kanadai fordulókon érte el, ahol a három egymást követő futamot mindháromszor a negyedik helyen fejezte be. A bajnokságot a nyolcadik helyen zárta 232 ponttal, majd megválasztották az év legtöbbet fejlődött versenyzőjévé.
2008-ra az amerikai Le Mans szériába szerződött Gil De Ferran és Scott Dixon csapattársaként. Háromszor állhatott a dobogóra, az év végén pedig a kilencedik helyen zárt. Emellett elindult a Le Mans-i 24 óráson is, de célba érnie nem sikerült.
2009-ben már sikeresebben sikerült a szezonja, hiszen öt győzelemmel a második helyen zárt. A következő évben pedig még ezt is sikerült túlszárnyalni. Átigazolt a Highcroft Racing csapatához, ahol David Brabham csapattársa lett. Minden versenyen dobogóra állhatott, így 20 pontos előnnyel nyerte meg a bajnoki címet. Az elkövetkezendő három évben csak a sebringi versenyeken indult, kétszer is a második helyen végzett.

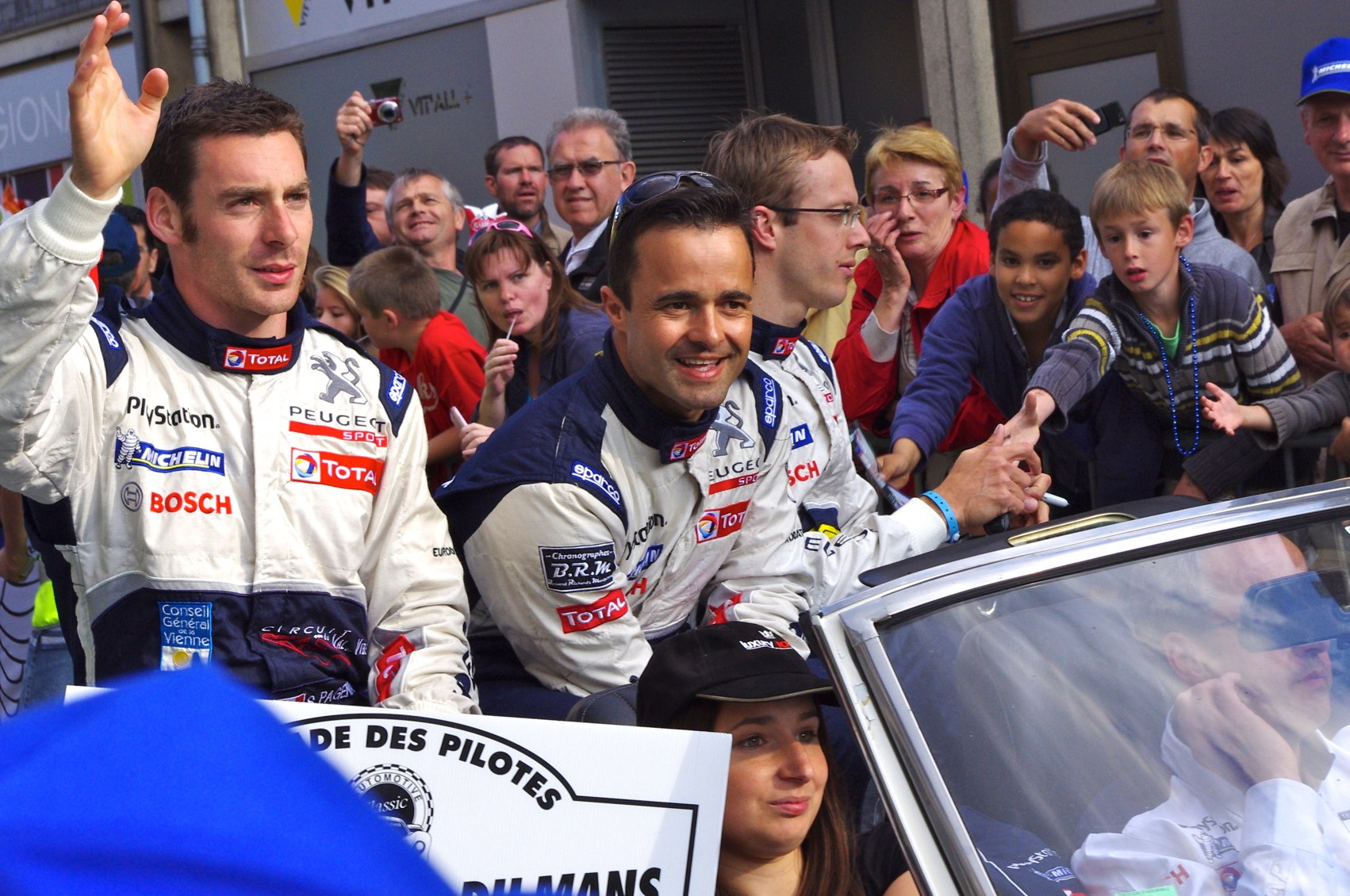
Pagenaud 2011-ben Le Mansban Lamy-vel és Bourdais-val

Ezek mellett természetesen Le Mansban is elindult, de csak 2011-ben tudott célba érni, akkor a kategóriája második helyén végzett.

## IndyCar

### 2011
A várva várt áttörés 2011-ben következett be, amikor rajthoz állhatott az alabamai versenyen Ana Beatriz helyetteseként, aki még a szezonnyitón törte el a csuklóját. Pagenaud a futamot csak a 12. rajtsorból kezdhette meg, de végül a nyolcadik helyen ért célba. A szezonban még két versenyen indult: Mid-Ohioban Justin Wilsont helyettesítve a 13., Sonomában Simona de Silvestrót helyettesítve pedig a 15. helyen végzett.

### 2012

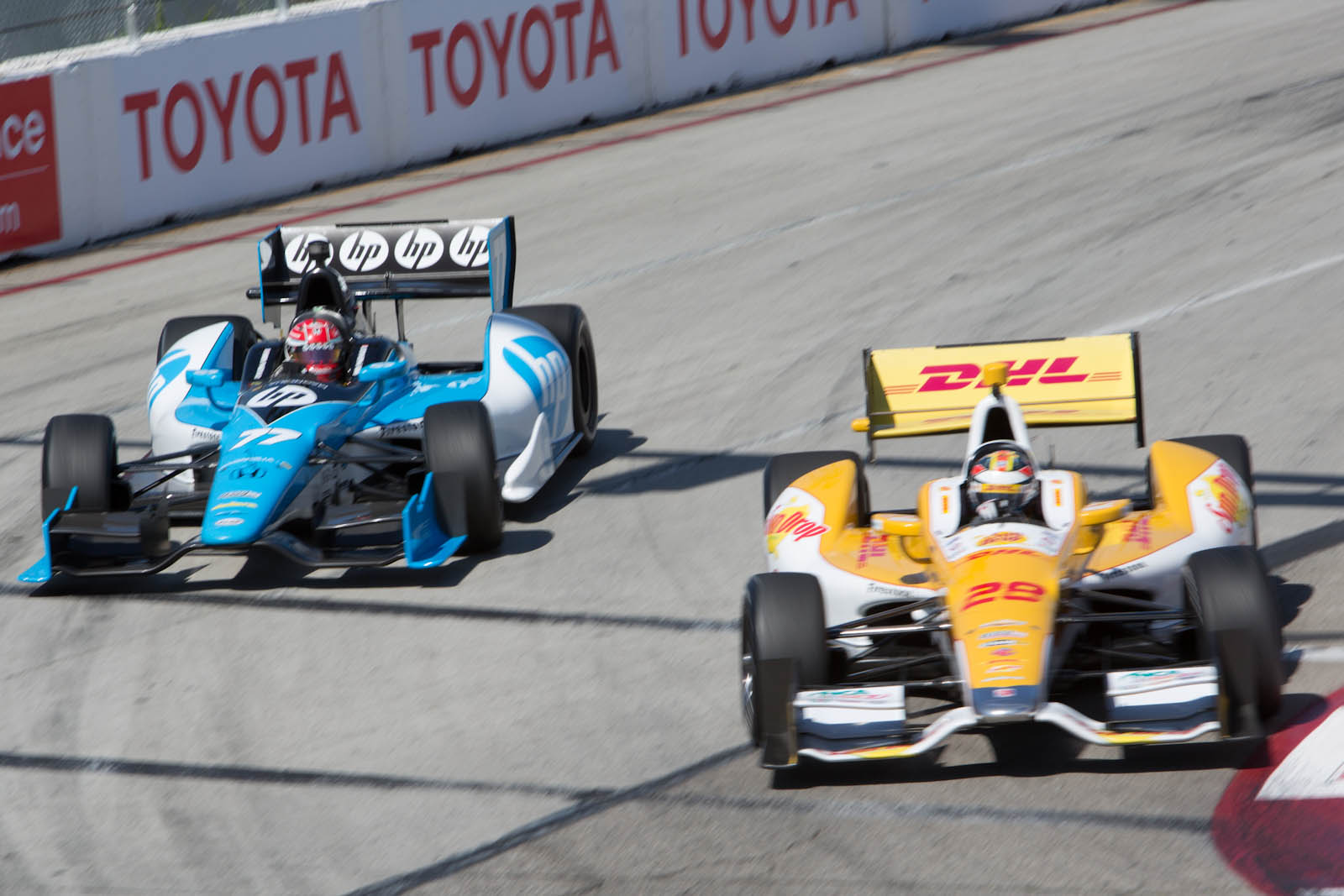
Pagenaud (baloldalt) 2012-ben

A következő évre Pagenaud a Schmidt Hamilton Motorsports csapathoz szerződött, így megkezdhette első teljes szezonos évét az IndyCarban. Mindössze csak a hatodik futamát teljesítette, amikor a Long Beach-i versenyen a negyedik helyről rajtolva a megszerezte első dobogóját a szériában, Will Power mögött mindössze csak 8 tizedmásodperccel ért be a második helyen. Ezután még háromszor tudott felállni a dobogó legalsó fokára, az év végét pedig az ötödik helyen zárta.

### 2013
2013-ra a csapat meghosszabbította a francia versenyző szerződését, csapattársa pedig a szintén francia Tristan Vautier lett. A szezont több Top 10-es eredménnyel kezdte, az indianapolisi 500-on a 8. helyen ért be. Az ikonikus forduló után Detroitba látogatott a mezőny. Az első futamon Pagenaud 12. lett, a második futamot pedig a hatodik helyről rajtolva megnyerte. Győzelme után hét futamot kellett még várnia egy újabb dobogós helyezésre mielőtt a baltimorei versenyen ismét felállhatott a dobogó legtetejére. Az évet a harmadik helyen zárta Scott Dixon és Hélio Castroneves mögött.

### 2014
A következő évre maradt a csapatnál és ott folytatta, ahol az előző évet abbahagyta. Az első három versenyét az első ötben fejezte be, majd az indianapolisi versenyen megszerezte harmadik győzelmét. Ezek után vegyes eredmények jöttek, majd a texasi első versenyen megszerezte a pole-pozíciót. Másnap a versenyen megfutotta a leggyorsabb kört, de csak a 16. helyen ért célba. A vasárnapi versenyen ismét megfutotta a leggyorsabb kört, de ezúttal megnyerte a futamot. A győzelem után még négyszer végzett a Top 10-ben, köztük egy harmadik helyet Sonomában. Az év végén az előző évekhez képest több pontot szerzett, de ez csak az ötödik helyre volt elég.

### 2015
2015-ben Pagenaud csatlakozott a Team Penske csapatához Juan Pablo Montoya, Hélio Castroneves és Will Power mellé. Ez számított a tanulóévének a Penske csapatánál, ennek ellenére az első három versenyéből kétszer végzett a legjobb ötben. Első dobogóját a detroiti első versenyen szerezte meg, ahol harmadik lett. A szezon hátralevő futamait négyszer fejezte be a Top 10-ben, valamint Mid-Ohióban ismét a dobogóra állhatott ismét egy harmadik hellyel. A szezont a 11. helyen zárta 384 pontjával.

### 2016
A 2016-os szezont jobban kezdte, mint az előzőt. St. Petersburgben Power visszalépése miatt megörökölte a pole-pozíciót, majd a futamon a legtöbb kört az élen töltve a második lett. A következő versenyen ismét második lett, így átvette a vezetést a bajnokságban. Long Beachen felért a csúcsra és első Penske-s győzelmét aratta. A következő versenyen Graham Rahallal vívitt nagyot a győzelemért, Indianapolisban viszont senki sem tudta megszorongatni, így sorozatban három győzelmet aratott Pagenaud. Az indianapolisi 500-on megszakadt a dobogós sorozata, egy boxutcai hiba miatt csak a 19. lett. A következő öt versenyből háromszor indulhatott a pole-ból, viszont csak kétszer végzett a legjobb ötben.

### 2017–2019
A 2018-as szezonban nem tudott futamot nyerni, viszont két második helyet szerzett. 2019-ben az ő révén, 100 év után először indulhatott francia versenyző pole-pozícióból az indianapolisi 500 mérföldesen, amely viadalt meg is nyerte. Ezzel rövid időre a tabella élére állt megelőzve csapattársát, Josef Newgardent. Az egyetlen USA-n kívüli fordulóban, Torontóban rajt-cél győzelmet szerzett. Az ovál Iowa 300-on újra az élről startolva futott be negyedikként, míg Newgarden diadalmaskodott. Az utolsó fordulóig harcban állva, az év végén a 2. helyen végzett 616 ponttal.

### 2020
A 2020-as koronavírus-világjárvány miatt nehezen induló bajnokság előtt, egy virtuális sorozatot rendeztek meg, iRacing Indy 500 néven. Itt azzal vádolták meg, hogy szándékosan ütközött a vezető Lando Norrissal. Az első versenyen, amit a megszokottól eltérően, az ovál Texasban rendeztek meg, felállhatott a dobogó 2. fokára. Az Indy GP-n a 20. pozícióból indulva, a 3. helyen futott be nagy felzárkózások után. Iowában üzemanyag-szivattyú problémák miatt csak a 23. helyre tudta kvalifikálni magát. A futam 178. körében átvette a vezetést, amit a 250., utolsóig tartott és megnyerte a versenyt.

### 2021
2021-ben szerződése utolsó évébe lépett a Team Pense-vel. Az egész idény rosszul sikerült magának a csapatnak is, hiszen összesen 3 alkalommal diadalmaskodtak, melyből egyet sem Pagenaud szerzett. Legjobb eredménye két darab 3. helyezés volt, St. Petersburg-ben és az Indy 500-on. Ráadásul többször került szoros és megkérdőjelezhető csatába a társaival a pályákon. Később hivatalossá vált, hogy nem hosszabbít az alakulattal.

### 2022
2022-re a Meyer Shank Racinghez írt alá, Hélio Castroneves mellé. Csupán egyszer, a kaotikus Indianapolis road-on állt fel a dobogóra. Az év végére a csaőat fokozatosan esett vissza teljesítményben és hatékonyságban, ezért az összetettben Pagenaud 15. lett 314 ponttal, ezzel pedig 2015 óta nem végzett a legjobb 10-ben.

### 2023
A 2023-as Honda Indy 200 edzésén, Mid Ohióban nagy balesetet szenvedett, amelyben egy fékhiba miatt autója többször felborult, és a kavicságyban kötött ki. A versenyző a bajnokság fejvédőjének (aeroscreen) tulajdonította, hogy megmentette az életét. Az elszenvedett sérülések miatt ki kellett hagynia a szezon hátralévő részét. A #60-as autóban Conor Daly, Tom Blomqvist, és a 2022-es Indy Lights-bajnok, Linus Lundqvist váltotta. Utóbbi két versenyző ekkor debütált a szériában. Mivel nem ment teljes idényt, ezért is csak a 28. lett a pontversenyben.
2024-re távozott a gárdától, helyére Felix Rosenqvist érkezett.

## Eredményei

### Teljes IndyCar eredménysorozata
| Év   | Csapat                       | 1      | 2      | 3      | 4      | 5       | 6       | 7       | 8      | 9      | 10     | 11     | 12     | 13     | 14     | 15     | 16     | 17     | 18     | 19     | Helyezés | Pont |
| ---- | ---------------------------- | ------ | ------ | ------ | ------ | ------- | ------- | ------- | ------ | ------ | ------ | ------ | ------ | ------ | ------ | ------ | ------ | ------ | ------ | ------ | -------- | ---- |
| 2011 | Dreyer & Reinbold Racing     | STP    | ALA 8  | LBH    | SAO    | INDY    | TXS1    | TXS2    | MIL    | IOW    | TOR    | EDM    | MDO 13 | NHA    |        |        |        |        |        |        | 31.      | 56   |
| 2011 | HVM Racing                   |        |        |        |        |         |         |         |        |        |        |        |        |        | SNM 15 | BAL    | MOT    | KTY    | LVS T  |        | 31.      | 56   |
| 2012 | Schmidt Peterson Motorsports | STP 6  | ALA 5  | LBH 2  | SAO 12 | INDY 16 | DET 3   | TXS 6   | MIL 12 | IOW 5  | TOR 12 | EDM 20 | MDO 3  | SNM 7  | BAL 3  | FON 15 |        |        |        |        | 5.       | 387  |
| 2013 | Schmidt Peterson Motorsports | STP 24 | ALA 6  | LBH 8  | SAO 9  | INDY 8  | DET 12  | DET 1   | TXS 13 | MIL 12 | IOW 6  | POC 6  | TOR 9  | TOR 12 | MDO 2  | SNM 5  | BAL 1  | HOU 4  | HOU 6  | FON 13 | 3.       | 508  |
| 2014 | Schmidt Peterson Motorsports | STP 5  | LBH 5  | ALA 4  | IMS 1  | INDY 12 | DET 22  | DET 6   | TXS 4  | HOU 16 | HOU 1  | POC 6  | IOW 11 | TOR 4  | TOR 22 | MDO 9  | MIL 7  | SNM 3  | FON 20 |        | 5.       | 565  |
| 2015 | Team Penske                  | STP 5  | NLA 20 | LBH 4  | ALA 9  | IMS 25  | INDY 10 | DET 3   | DET 14 | TXS 11 | TOR 11 | FON 9  | MIL 9  | IOW 14 | MDO 3  | POC 7  | SNM 16 |        |        |        | 11.      | 384  |
| 2016 | Team Penske                  | STP 2  | PHX 2  | LBH 1  | ALA 1  | IMS 1   | INDY 19 | DET 13  | DET 2  | ROA 13 | IOW 4  | TOR 9  | MDO 1  | POC 18 | TXS 4  | WGL 7  | SNM 1  |        |        |        | 1.       | 659  |
| 2017 | Team Penske                  | STP 2  | LBH 5  | ALA 3  | PHX 1  | IMS 4   | INDY 14 | DET 16  | DET 5  | TXS 3  | ROA 4  | IOW 7  | TOR 5  | MDO 4  | POC 4  | GTW 3  | WGL 9  | SNM 1  |        |        | 2.       | 629  |
| 2018 | Team Penske                  | STP 13 | PHX 10 | LBH 24 | ALA 9  | IMS 8   | INDY 6  | DET 17  | DET 10 | TXS 2  | ROA 7  | IOW 8  | TOR 2  | MDO 8  | POC 8  | GTW 4  | POR 6  | SNM 4  |        |        | 6.       | 492  |
| 2019 | Team Penske                  | STP 7  | COA 19 | ALA 9  | LBH 6  | IMS 1   | INDY 1  | DET 6   | DET 17 | TXS 6  | ROA 9  | TOR 1  | IOW 4  | MDO 6  | POC 3  | GTW 5  | POR 3  | LAG 4  |        |        | 2.       | 616  |
| 2020 | Team Penske                  | TXS 2  | IMS 3  | ROA 12 | ROA 13 | IOW 1   | IOW 4   | INDY 22 | GTW 19 | GTW 16 | MDO 18 | MDO 6  | IMS 16 | IMS 10 | STP 6  |        |        |        |        |        | 8.       | 339  |
| 2021 | Team Penske                  | ALA 12 | STP 3  | TXS 10 | TXS 6  | IMS 6   | INDY 3  | DET 12  | DET 8  | ROA 18 | MDO 14 | NSH 21 | IMS 16 | GTW 8  | POR 21 | LAG 8  | LBH 5  |        |        |        | 8.       | 383  |
| 2022 | Meyer Shank Racing           | STP 15 | TXS 8  | LBH 19 | ALA 11 | IMS 2   | INDY 8  | DET 9   | ROA 12 | MDO 10 | TOR 7  | IOW 23 | IOW 23 | IMS 25 | NSH 9  | GTW 20 | POR 23 | LAG 27 |        |        | 15.      | 314  |
| 2023 | Meyer Shank Racing           | STP 26 | TXS 17 | LBH 15 | ALA 18 | IMS 25  | INDY 25 | DET 13  | ROA 14 | MDO Vi | TOR    | IOW    | IOW    | NSH    | IMS    | GTW    | POR    | LAG    |        |        | 28.      | 88   |

#### Indianapolis 500
| Év   | Kasztni | Motor     | Rajthely | Eredmény | Csapat                                   |
| ---- | ------- | --------- | -------- | -------- | ---------------------------------------- |
| 2012 | Dallara | Honda     | 23.      | 16.      | Schmidt–Hamilton Motorsports             |
| 2013 | Dallara | Honda     | 21.      | 8.       | Schmidt Peterson Hamilton HP Motorsports |
| 2014 | Dallara | Honda     | 5.       | 12.      | Schmidt Peterson Hamilton Motorsports    |
| 2015 | Dallara | Chevrolet | 3.       | 10.      | Team Penske                              |
| 2016 | Dallara | Chevrolet | 8.       | 19.      | Team Penske                              |
| 2017 | Dallara | Chevrolet | 23.      | 14.      | Team Penske                              |
| 2018 | Dallara | Chevrolet | 2.       | 6.       | Team Penske                              |
| 2019 | Dallara | Chevrolet | 1.       | 1.       | Team Penske                              |
| 2020 | Dallara | Chevrolet | 25.      | 22.      | Team Penske                              |
| 2021 | Dallara | Chevrolet | 26.      | 3.       | Team Penske                              |
| 2022 | Dallara | Honda     | 16.      | 8.       | Meyer Shank Racing                       |
| 2023 | Dallara | Honda     | 22.      | 25.      | Meyer Shank Racing                       |

### Le Mans-i 24 órás autóverseny
| Év   | Csapat             | Csapattárs                               | Autó                    | Kategória | Kör | Összetett Helyezés | Kategória Helyezés |
| ---- | ------------------ | ---------------------------------------- | ----------------------- | --------- | --- | ------------------ | ------------------ |
| 2008 | Team Oreca-Matmut  | Marcel Fässler Olivier Panis             | Courage-Oreca LC70-Judd | LMP1      | 147 | Kiesett            | Kiesett            |
| 2009 | Pescarolo Team     | Jean-Christophe Boullion Benoît Tréluyer | Peugeot 908 HDi FAP     | LMP1      | 210 | Kiesett            | Kiesett            |
| 2010 | Team Peugeot Total | Sébastien Bourdais Pedro Lamy            | Peugeot 908 HDi FAP     | LMP1      | 38  | Kiesett            | Kiesett            |
| 2011 | Team Peugeot Total | Sébastien Bourdais Pedro Lamy            | Peugeot 908             | LMP1      | 355 | 2.                 | 2.                 |
| 2023 | Cool Racing        | Reshad de Gerus Vlagyiszlav Lomko        | Oreca 07-Gibson         | LMP2      | 158 | Kiesett            | Kiesett            |

### Daytonai 24 órás autóverseny
| Év   | Csapat                    | Csapattárs                                      | Autó                    | Kategória | Kör | Összetett Helyezés | Kategória Helyezés |
| ---- | ------------------------- | ----------------------------------------------- | ----------------------- | --------- | --- | ------------------ | ------------------ |
| 2014 | Extreme Speed Motorsports | Ed Brown Johannes van Overbeek Anthony Lazzaro  | HPD ARX-03b             | P         | 676 | 11.                | 7.                 |
| 2015 | Corvette Racing           | Tommy Milner Oliver Gavin                       | Chevrolet Corvette C7.R | GTLM      | 718 | 7.                 | 3.                 |
| 2016 | Action Express Racing     | Dane Cameron Eric Curran Jonathan Adam          | Chevrolet Corvette DP   | P         | 724 | 6.                 | 6.                 |
| 2018 | Acura Team Penske         | Dane Cameron Juan Pablo Montoya                 | Acura ARX-05            | P         | 793 | 10.                | 10.                |
| 2019 | Acura Team Penske         | Dane Cameron Juan Pablo Montoya                 | Acura ARX-05            | DPi       | 576 | 6.                 | 8.                 |
| 2020 | Acura Team Penske         | Dane Cameron Juan Pablo Montoya                 | Acura ARX-05            | DPi       | 828 | 4.                 | 4.                 |
| 2021 | Ally Cadillac Racing      | Jimmie Johnson Kobajasi Kamui Mike Rockenfeller | Cadillac DPi-V.R        | DPi       | 807 | 2.                 | 2.                 |
| 2022 | MSR w/ Curb-Agajanian     | Hélio Castroneves Tom Blomqvist Oliver Jarvis   | Acura ARX-05            | DPi       | 761 | 1.                 | 1.                 |
| 2023 | MSR w/ Curb-Agajanian     | Hélio Castroneves Tom Blomqvist Colin Braun     | Acura ARX-06            | GTP       | 783 | 1.                 | 1.                 |